# 愛德華·杜魯塞爾
愛德華·杜魯塞爾（法語：Edouard Durussel）是一位出生於瑞士沃邦莫爾日的雕刻家，其職業生涯中負責了許多枚瑞士法郎硬幣的設計及模板雕刻。

## 生平
早年的愛德華曾在巴黎和柏林的造幣廠工作，直到1869年才返回故鄉瑞士，並在伯恩創立了自己的工作坊。他被認為是瑞士最傑出的獎章雕刻家。1876至1885年間，他為瑞士射擊紀念幣設計了圖案。 1888 年去世前不久，他雕刻了新版的五法郎硬幣。當時的評論家高度評價杜呂塞爾的藝術作品，並強調他大膽地擺脫了傳統的古典風格。
1888年，愛德華死於伯恩的一家精神病院。